# Gebroeders Collyer

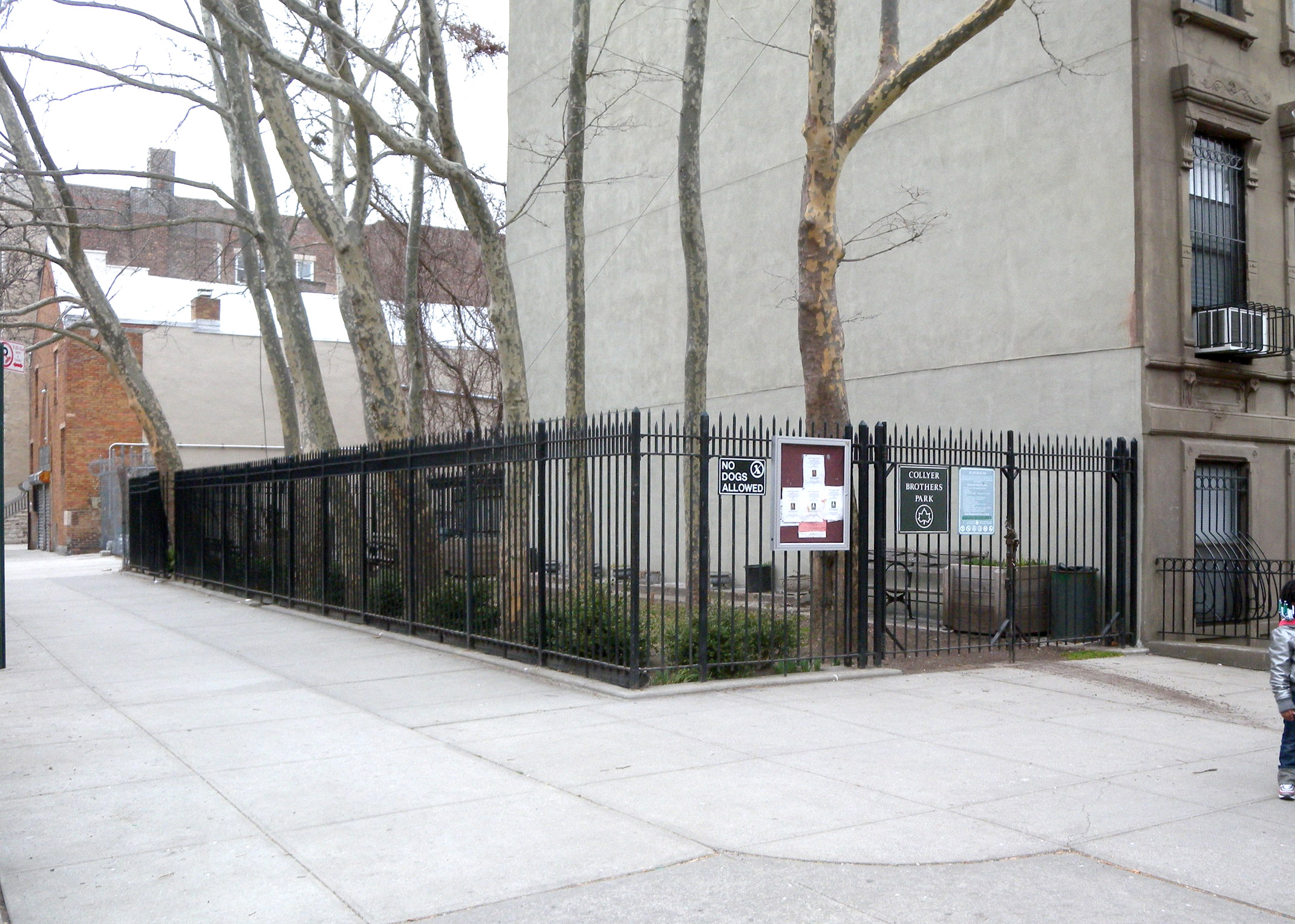
Collyer Brothers Park

Homer Lusk Collyer (6 november 1881 – 21 maart 1947) en Langley Collyer (3 oktober 1885 – maart 1947) waren twee Amerikaanse broers die beroemd werden vanwege hun excentrieke gedrag, de vervuiling in hun huis in New York en hun verzamelzucht.
De broers worden vaak aangehaald als een klassiek voorbeeld van verzamelzucht, geassocieerd met een obsessieve-compulsieve stoornis (OCS). In het Engels wordt deze aandoening dan ook wel het Collyer syndrome genoemd, de angst om iets weg te gooien. Tientallen jaren gingen er in de buurt geruchten rond over de zelden geziene, werkloze mannen en hun huis aan Fifth Avenue 2078 (op de hoek van 128th Street) in Manhattan. Obsessief verzamelden zij daar kranten, boeken, meubilair, muziekinstrumenten en vele andere objecten, terwijl boobytraps in de gangen en deuren stonden opgesteld om hen te beschermen tegen indringers.

## Familie
De gebroeders Collyer waren de zoons van Herman Livingston Collyer (1857–1923), een gynaecoloog uit Manhattan die werkte in het Bellevue-ziekenhuis, en operazangeres Susie Gage Frost (1856–1929). De broers hadden een oudere zus, Susan, die als baby stierf in 1880. Ze stamden af van de familie Livingston, een oud en gerespecteerd geslacht uit New York met wortels die teruggingen tot in de 18e eeuw. De familie was hoogopgeleid en beide zoons studeerden aan de Columbia-universiteit. Deze was toen net verhuisd naar de huidige campus Morningside Heights, op ongeveer twintig minuten lopen vanaf hun huis. Homer studeerde af in het zeevaartrecht terwijl Langley techniek studeerde (alhoewel de universiteit beweert geen bewijs van zijn inschrijving te hebben). Langley probeerde uitvinder te worden en speelde piano. Hij werd een excentrieke muzikant met lang sluik haar, wat een rariteit was in deze dagen. Naarmate de jaren verstreken gingen de broers zich steeds excentrieker gedragen. Langley werkte aan verscheidene uitvindingen, zoals een apparaat waarmee de binnenkant van een piano gestofzuigd kan worden en een aangepaste Ford Model T die elektriciteit genereerde.
Dr. Herman Collyer, zijn vrouw en hun twee zonen, verhuisden naar hun huis in Harlem in 1909. Harlem was in deze tijd een wijk voor de bovenklasse, waar veel rijken zich vestigden. Dr. Collyer stond zelf ook als excentriek bekend. Hij zou regelmatig in een kano de East River naar Blackwell's Island hebben overgestoken, waar hij in het City Hospital werkte. Als hij vervolgens weer aankwam op Manhattan, dan sleepte hij zijn kano door de straten van Harlem mee naar huis. Hij verliet zijn gezin rond 1919, enkele jaren voor hij overleed. Niemand weet waarom dr. Collyer zijn gezin verliet, en of zijn vrouw met hem is meeverhuisd naar zijn nieuwe huis aan West 77th Street nummer 153. In elk geval bleven Homer en Langley Collyer na het vertrek van hun vader in Harlem achter in het huis van de familie. Dr. Collyer overleed in 1923 en mw. Collyer stierf in 1929. Na de dood van hun ouders erfden de gebroeders Collyer al hun bezittingen en ze verhuisden deze naar hun huis in Harlem.
Toen dr. Collyer in 1909 naar Harlem verhuisde was het een nette buurt. Naarmate het karakter van de buurt veranderde, veranderden ook de broers steeds meer in anachronistische zonderlingen en trokken ze zich terug uit de wereld.

## Kluizenaars
Al in 1917 werd de telefoon van de broers afgesloten, omdat zij hun openstaande rekeningen niet betaalden. De broers beweerden deze telefoontjes nooit gepleegd te hebben. Dit kan gezien worden als het begin van het isolement waarin de gebroeders zich steeds verder terugtrokken uit de buitenwereld. Desondanks werd er in deze tijd door de buitenwereld nog niets abnormaals opgemerkt. De broers werden in de buurt gezien als nette heren, ontwikkeld en verlegen. Het enige teken dat op iets vreemds kon duiden, was dat ze nooit iemand in hun huis toelieten. Vanaf 1928 werkte Homer voor de advocaat John R. McMullen, die de gebroeders Collyer later zou vertegenwoordigen als juridisch adviseur. Later werkte Homer als juridisch onderzoeker voor de City Title Insurance. Hij ging gekleed in 19e-eeuwse kleding, waardoor hij een victoriaanse indruk wekte.
In 1928 werden gas, water en elektriciteit afgesloten omdat de broers ook deze rekeningen niet meer betaalden. Vanaf toen probeerden ze het grote huis te verwarmen met een kleine kachel gestookt op kerosine. Langley begon 's nachts buiten rond te zwerven en haalde hun water uit een fonteintje in een park dat vier blokken ten zuiden van het huis lag (waarschijnlijk Marcus Garvey Park). Langley liep vaak kilometers door de stad om eten te halen, soms zelfs tot Williamsburg, Brooklyn om daar vervolgens niet meer dan één stuk brood te kopen. Ook haalde hij eten uit vuilnisbakken en haalde hij voedsel op dat weggegooid zou worden door kruideniers en slagers, om dit naar zijn kreupele broer te brengen.
Daarnaast sleepte Langley talloze weggegooide voorwerpen die zijn interesse wekten mee naar huis. Waarschijnlijk als gevolg van zijn verzamelwoede, was Langley voortdurend bezig het ooit zo fraaie pand te vullen met enorme hoeveelheden kranten, kartonnen dozen, vaten, boomtakken, schroot en ander afval dat hij vond tijdens zijn nachtelijke zoektochten op straat. Dit resulteerde erin dat het huis van drie verdiepingen gevuld werd met vele tonnen aan verzamelde voorwerpen. Wellicht kon hij dankzij zijn technische vaardigheden de stapels dozen en kisten zo neerzetten dat er een labyrint ontstond, waarin alleen hijzelf de weg kon vinden.
Het pand aan West 77th Street, waar dr. Collyer zijn laatste jaren had doorgebracht, werd op een zeker moment in de jaren 1930 verkocht aan ene mw. Meyer. De nieuwe eigenaar trof in de kelder een intacte Ford Model T aan. Hoe deze daar terecht was gekomen is onbekend gebleven. Mw. Meyer zou een monteur $ 150 hebben betaald om de auto te demonteren en in onderdelen op straat te zetten. Blijkbaar kwam Langley hierachter, want hij heeft de auto vervolgens onderdeel voor onderdeel te voet naar de kelder van het huis aan Fifth Avenue gedragen. Aangezien de elektriciteit was afgesloten, trachtte Langley zijn eigen energie op te wekken door een generator aan te sluiten op de automotor. Hierin slaagde hij echter niet.
Inbrekers probeerden in het huis in te breken vanwege ongefundeerde geruchten over aanwezige kostbaarheden. Ook gooiden jongeren vaak stenen tegen de ramen. De angsten van de broers namen toe, en daarmee ook hun excentrieke gedrag. In plaats van de ingegooide ramen te vervangen, timmerden ze planken voor de ramen en Langley gebruikte zijn technische vaardigheden om in de woning boobytraps te plaatsen.
Homer, die wegens reuma al kreupel was, kreeg in 1933 een beroerte en raakte vervolgens blind door bloedingen aan beide ogen. Hierna is hij nog slechts eenmaal buiten het huis gezien. Als remedie bedacht Langley een dieet van honderd sinaasappelen per week en bruin brood met pindakaas, daarnaast moest Homer zijn ogen dichthouden om deze rust te geven. Een arts is nooit bezocht. De broers bezaten een grote collectie medische naslagwerken. Het lijkt er daarom op dat Langley gedacht moet hebben dat hij over de benodigde informatie beschikte om zijn broer zelf te genezen.
In 1932, kort voordat Homer blind werd, kocht hij het gebouw tegenover hun huis aan Fifth Avenue 2077. Hier wilde hij appartementen gaan ontwikkelen, maar nadat hij blind werd kwamen de vastgoedplannen niet meer van de grond. Aangezien de gebroeders Collyer nooit een rekening betaalden, werd deze kavel in 1943 in beslag genomen door de gemeente New York, om met de opbrengsten de inkomstenbelasting die de broers de stad schuldig waren af te lossen. Langley protesteerde tegen de inbeslagname en vond dat ze geen inkomstenbelasting hoefden te betalen aangezien ze geen inkomsten hadden.

## Lokale bekendheid
De gebroeders Collyer kregen voor het eerst bekendheid, toen ze in 1938 voor het eerst in werden genoemd in een artikel van Helen Worden in de New York World Telegram. De vastgoedhandelaar Maurice Gruber wilde toen landbouwgrond in Queens kopen van de broers. Aangezien ze niet reageerden op zijn brieven en de deur niet voor hem openden, wachtte hij lange tijd voor hun huis in de hoop hen daar tegen te komen. Helen Worden noemde Langley Collyer "de mysterieuze man uit Harlem" en beschreef de sensationele geruchten die leefden in de buurt; de broers zouden in een soort Oriëntaalse weelde leven en grote sommen contant geld in huis hebben die ze niet aan een bank wilden toevertrouwen. Geen van deze geruchten was waar; de broers waren zeker niet arm maar zouden dat uiteindelijk wel worden, aangezien geen van beiden een inkomen had gedurende tientallen jaren.
Worden wilde de broers zelf ook te spreken krijgen en wachtte ze op buiten het huis. Op een nacht trof ze Langley toen hij 's avonds het huis verliet voor één van zijn nachtelijke tochten. Ze vroeg naar hun vaders boot en de Ford Model T, waarvan beweerd werd dat deze in zich in de kelder van het huis bevonden. Langley bevestigde deze geruchten. In plaats van dat het mysterie werd opgelost, droeg het artikel van Worden juist bij aan de speculaties rondom de broers. In de jaren daarna werd er in de kranten regelmatig over hen geschreven. De broers werden meestal afgeschilderd als steenrijke kluizenaars die woonden in een pakhuis vol met geld en waardevolle spullen.
Ze trokken in 1942 opnieuw de media-aandacht, toen ze in conflict kwamen met de bank omdat ze hun hypotheek weigerden te betalen. De New York Herald Tribune interviewde Langley toen. In antwoord op een vraag over de stapels kranten zei Langley: "Ik bewaar kranten voor Homer, zodat hij het nieuws kan inhalen wanneer hij straks weer kan zien".
De Bowery Savings Bank begon een uitzettingsprocedure en stuurde een verhuisploeg naar het huis. Langley begon te schelden op de verhuizers waarop buurtbewoners de politie inschakelden. Toen de politie de voordeur had geforceerd, stond iedereen versteld van de muur van afval die in de woning was opgeworpen, vanaf de vloer tot aan het plafond. Zonder een woord te zeggen schreef Langley toen een cheque uit van $ 6700 (vergelijkbaar met $ 90 000 in 2006) waarmee de volledige hypotheek ineens was afbetaald. Iedereen moest vervolgens vertrekken uit het huis en de broers trokken zich opnieuw terug uit het publieke leven. Langley kwam alleen 's nachts tevoorschijn, en wanneer hij aangifte wilde doen tegen inbrekers.

## Homer Collyer dood gevonden
Op 21 maart 1947 belde een anonieme tipgever de politie met de melding dat er een lichaam in het huis zou liggen. Een agent werd naar het huis gestuurd, maar hij kon het pand moeilijk betreden. Er was geen deurbel of telefoon en de deuren waren op slot. Ook al waren de ramen in de kelder gebroken, deze waren alsnog afgesloten met ijzeren tralies. Uiteindelijk kon een team van zeven agenten niets anders doen dan alle rommel die de weg versperde uit het huis te halen en dit op straat te gooien. De foyer van het gebouw was tot de nok toe gevuld met een muur van oude kranten, opklapbedden en -stoelen, een halve naaimachine, dozen, delen van een wijnpers, en talloze andere stukken afval. Een agent, William Berker, kon de woning betreden via een raam van de slaapkamer op de tweede verdieping. Achter dit raam lagen, naast andere zaken, nog meer stapels kranten, samengebonden pakken lege dozen, het frame van een kinderwagen, een riek, oude paraplu's die bijeengebonden waren. Na twee uur kruipen vond hij uiteindelijk het dode lichaam van Homer Collyer, die in zijn stoel zat en slechts een oude blauw-witte ochtendjas droeg. Homers matte, grijze haar reikte tot over zijn schouders en zijn hoofd rustte op zijn knieën.
Dr. Arthur C. Allen bevestigde later Homers identiteit en zei dat de oudste van de twee broers niet langer dan tien uur geleden was overleden. Daaruit bleek dat Homer niet de bron kon zijn van de stank die uit het huis kwam. Moord werd uitgesloten, Homer was overleden aan een combinatie van ondervoeding, uitdroging en een hartstilstand. Inmiddels had het mysterie de aandacht getrokken van ongeveer 600 omstanders, nieuwsgierig naar alle rommel en de stank die uit het huis kwam. Maar Langley werd nergens gevonden.
In hun zoektocht om Langley te vinden doorzocht de politie verder het huis. Dit was een zware taak, waarbij grote hoeveelheden afval uit het huis verwijderd moesten worden. Het meeste werd waardeloos geacht en opgehaald door de afvaldienst. Sommige objecten werden opgeslagen. Ook werden er wapens en munitie aangetroffen. Wekenlang was er nergens een teken van Langley te bespeuren.

## Klopjacht
Op 30 maart circuleerden er geruchten dat Langley aan boord van een bus naar Atlantic City was gezien, maar een klopjacht langs de kust van New Jersey leverde niets op. Twee dagen later ging de politie door met het doorzoeken van het huis. Er werden onder andere 3000 boeken, verschillende oude telefoonboeken, het kaakbeen van een paard, een Steinway-concertvleugel, nog dertien piano's, een oude röntgenmachine en nog meer stapels oude kranten verwijderd. Er werd negentien ton afval weggehaald uit alleen al de begane grond van het drie verdiepingen tellende gebouw. De politie ging in de week erna door met het leeghalen van het huis en verwijderde nog 84 ton afval. Hoewel een deel van het afval kwam uit de praktijk van hun vader, bestond het voor het grootste gedeelte uit weggegooide zaken die Langley in de loop der jaren van de straat had verzameld.

## Langley Collyer dood gevonden
Op 8 april 1947 vond Artie Matthews het lichaam van Langley Collyer op nog geen vier meter van de plek waar Homer was overleden. Zijn deels vergane lichaam was aangevreten door ratten. Een koffer en drie enorme balen kranten bedekten zijn lichaam. Langley was door de tunnel van kranten gekropen om zijn verlamde broer eten te geven, waarbij één van zijn eigen boobytraps op hem viel en hem verpletterde. Homer, die blind en verlamd was, verhongerde vervolgens en overleed enkele dagen later. De stank die op straat werd geroken bleek te komen van het lichaam van Langley, de jongste van de twee broers.
Beide broers zijn begraven bij hun ouders op de Cypress Hills Cemetery in Brooklyn.

## Het huis
In totaal haalde de politie 120 ton afval uit het huis. Wat nog van waarde was leverde bij de veiling in totaal $ 2000 op. Het totale kapitaal van de gebroeders Collyer werd geschat op $ 91 000 waarvan $ 20 000 in persoonlijke bezittingen (zoals juwelen, geld, verzekeringen en dergelijke).
Onder de bezittingen van de gebroeders Collyer waren diverse kinderwagens, waarvan een voor poppen, verroeste fietsen, bedorven voedsel, aardappelschilmesjes, een wapenverzameling, glazen kandelaars, bowlingballen, de eerste röntgenapparaten, een kano, foto- en filmapparatuur, het vouwdak van een koets, drie paspoppen, geschilderde portretten, pin-upfoto's, gipsen bustes, verroeste boxsprings, de kerosinekachel, een kinderstoel (de broers waren altijd vrijgezel en kinderloos gebleven), meer dan 25 000 boeken, waaronder duizenden over geneeskunde en techniek en meer dan 2500 over recht, menselijke organen in potten, acht levende katten, het chassis van de Ford Model T, wandtapijten, honderden meters ongebruikte zijden en andere stoffen, veertien piano's, een klavichord, twee orgels, banjo's, violen, hoorns, accordeons, een grammofoon met platen en tientallen bundels met kranten en tijdschriften, sommige tientallen jaren oud. In de buurt van de plek waar Homer stierf vond de politie ook 34 bankboekjes, goed voor een totaal bedrag van $ 3007,18.
Daarnaast lag er in het huis ook zeer veel afval. Het huis was zelf bovendien nooit onderhouden en verkeerde in verval. Het dak lekte en sommige muren waren al ingestort, waardoor bakstenen in de lagergelegen kamers waren gevallen. Uiteindelijk werd het huis brandgevaarlijk verklaard en gesloopt. Op de plek waar het huis ooit stond ligt tegenwoordig het Collyer Brothers Park.
Sommige vreemde objecten zijn tentoongesteld in Hubert's Dime Museum. Het morbide topstuk van de tentoonstelling was de stoel waarin Homer Collyer was overleden. Nadat deze in 1956 uit de expositie werd gehaald, raakte hij in bezit van verschillende verzamelaars. De stoel kreeg op den duur de reputatie dat hij vervloekt was, aangezien het de eigenaren doorgaans slecht verging. Collyers stoel is vandaag de dag in bezit van Babette Bombshell, een verzamelaar uit Orlando.

## Nalatenschap
Op 26 maart 1947 schreef The New York Times:

De gretigheid waarmee de maatschappij zich gestort heeft op elk detail dat door de gebroeders Collyer zo vastberaden werd afgeschermd, heeft iets onaantrekkelijks. (...) Het is haast alsof de samenleving wraak wil nemen op de broeders, omdat zij het hebben aangedurfd om de band die hen verbindt met hun gelijken te verbreken.

Het verhaal van de gebroeders Collyer werd in 1956 voor het eerst in een roman uitgebracht door Marcia Davenport. In 1975 verwerkte Stephen King delen van het verhaal in zijn roman Bezeten stad. Hierin beschreef hij de bundels kranten die als boobytrap tegen inbrekers moesten dienen. De roman van Davenport is nooit verfilmd, hoewel er decennialang opties op de filmrechten waren afgegeven. Recenter, in 2004, speelden de personages van de broers een rol in Hirohiko Araki's stripverhaal The Lives of Eccentrics, en in 2006 in Kevin Bakers roman Striver's Row.
Thuis bij de gebroeders Collyer is een toneelstuk van Mark St. Germain uit 1980, en de broers waren ook het onderwerp in twee andere Engelstalige toneelstukken: The Dazzle van Richard Greenberg, dat deels gebaseerd is op hun levens, en Clutter: Het ware verhaal van de gebroeders Collyer die nooit iets weggooiden van Mark Saltzman. Ook is er een Zweeds toneelstuk genaamd Samlarna (De verzamelaars), geschreven door Lotta Lotass.
De film Unstrung Heroes uit 1995 gaat over twee ooms, wier levensstijl en appartement een rechtstreeks eerbetoon zijn aan de gebroeders Collyer.
In de aflevering "Dinner Party" (1999) van de serie Frasier, vertelt Martin het verhaal van de gebroeders Collyer tegen zijn zoons Frasier en Niles, als antwoord op Frasiers vraag of zijn vader de relatie tussen hem en zijn broer vreemd vindt.
In de aflevering "The Worry Wart" van de serie The Honeymooners (1956), feliciteert Ed Norton Ralph met "het verbreken van het  record voor de laagste gasrekening, dat hiervoor sinds 1931 in handen van de gebroeders Collyer was".
Ook is er in 2003 een korte Australische film van 19 minuten gemaakt door Tall Walls Productions, deels gebaseerd op het verhaal van de broers en genaamd Collyer Brothers Syndrome.
In haar roman Lethal Legacy uit 2009, creëert Linda Fairstein een verdachte genaamd Travis Forbes. Zijn appartement wordt als volgt omschreven: "Van de vloer tot aan het plafond van de hal, met slechts genoeg ruimte voor één persoon om er tussendoor te lopen, lagen overal stapels en stapels van boeken, tijdschriften en vergeelde kranten, bovenop elkaar gestapeld en hoog boven mijn hoofd uitstekend. Ze lagen zo dicht op elkaar gestapeld dat alhoewel ze de indruk wekten elk moment te kunnen instorten, er nergens ruimte voor ze was om te vallen." Deze situatie wordt "een geval Collyer" genoemd. "Voor alle agenten, brandweerlui, alle hulpdiensten, is dat de gebruikelijk uitdrukking voor een huis dat zo vol zit met rotzooi dat het gevaarlijk is om het te betreden of weer te verlaten" (pagina 257).